# Swansonella
Swansonella är ett släkte av kräftdjur. Swansonella ingår i familjen Leptocytheridae.
Kladogram enligt Catalogue of Life:
| Swansonella | \| \| Swansonella newbrightonensis \| \| \| \| \| \| Swansonella novaezealandica \| \| \| \| |
|             | \| \| Swansonella newbrightonensis \| \| \| \| \| \| Swansonella novaezealandica \| \| \| \| |
|             | Callistocythere                                                                              |
|             |                                                                                              |
|             | Cluthia                                                                                      |
|             |                                                                                              |
|             | Kangarina                                                                                    |
|             |                                                                                              |
|             | Leptocythere                                                                                 |
|             |                                                                                              |
|             | Tanella                                                                                      |
|             |                                                                                              |
|             | Swansonella newbrightonensis                                                                 |
|             |                                                                                              |
|             | Swansonella novaezealandica                                                                  |
|             |                                                                                              |

|  | Swansonella newbrightonensis |
|  |                              |
|  | Swansonella novaezealandica  |
|  |                              |